# Anthrax staphylococcique
Pour les articles homonymes, voir Anthrax.
 Mise en garde médicale
L'anthrax est une infection staphylococcique de l'appareil glandulaire pilosébacé, caractérisée par l'agglomération de plusieurs furoncles à tendance nécrosante. L'ensemble rouge vif est violacé à son sommet.
L'anthrax siège généralement à la nuque. Il est une agglomération de furoncles formant une masse, une plaque inflammatoire, de consistance ligneuse, ayant tendance à l'extension et dont le pronostic présente une certaine gravité chez les diabétiques et les personnes âgées. À noter que l'anthrax de l'aile du nez présente une extrême gravité, par suite de l'embolie qu'il peut occasionner (thrombo-phlébite du sinus caverneux). Cette forme, rare, s'accompagne parfois de phénomènes graves : délire, fièvre, septicémie ; cette dernière forme évolutive de l'anthrax (perte de l'aile du nez) demande une intervention chirurgicale.
L'anthrax est souvent, après une traduction incorrecte de l'anglais, confondu avec la maladie du charbon. L'anthrax est dû au staphylocoque doré, et son évolution est généralement bénigne.
Classification internationale des maladies (CIM 10 ou ICD 10)
Abcès cutané, furoncle et anthrax
| Code CIM 10 | Français                                                 | Anglais                                                   | Allemand                                                       |
| ----------- | -------------------------------------------------------- | --------------------------------------------------------- | -------------------------------------------------------------- |
| J34.0       | Abcès, furoncle et anthrax du nez                        | Abscess, furuncle, and carbuncle of nose                  | Abszeß, Furunkel und Karbunkel der Nase                        |
| L02         | Abcès cutané, furoncle et anthrax                        | Cutaneous abscess, furuncle, and carbuncle                | Hautabszeß, Furunkel und Karbunkel                             |
| L02.0       | Abcès cutané, furoncle et anthrax de la face             | Cutaneous abscess, furuncle, and carbuncle of face        | Hautabszeß, Furunkel und Karbunkel im Gesicht                  |
| L02.1       | Abcès cutané, furoncle et anthrax du cou                 | Cutaneous abscess, furuncle, and carbuncle of neck        | Hautabszeß, Furunkel und Karbunkel am Hals                     |
| L02.2       | Abcès cutané, furoncle et anthrax du tronc               | Cutaneous abscess, furuncle, and carbuncle of trunk       | Hautabszeß, Furunkel und Karbunkel am Rumpf                    |
| L02.3       | Abcès cutané, furoncle et anthrax de la fesse            | Cutaneous abscess, furuncle, and carbuncle of buttock     | Hautabszeß, Furunkel und Karbunkel am Gesäß                    |
| L02.4       | Abcès cutané, furoncle et anthrax d'un membre            | Cutaneous abscess, furuncle, and carbuncle of limb        | Hautabszeß, Furunkel und Karbunkel an Extremitäten             |
| L02.8       | Abcès cutané, furoncle et anthrax d'autres localisations | Cutaneous abscess, furuncle, and carbuncle of other sites | Hautabszeß, Furunkel und Karbunkel an sonstigen Lokalisationen |
| L02.9       | Abcès cutané, furoncle et anthrax, sans précision        | Cutaneous abscess, furuncle, and carbuncle, unspecified   | Hautabszeß, Furunkel und Karbunkel, nicht näher bezeichnet     |